# Jardín botánico de San Francisco
El Jardín Botánico de San Francisco, en inglés San Francisco Botanical Garden at Strybing Arboretum, denominado anteriormente como Strybing Arboretum es un gran Jardín botánico e invernaderos de 55 acres (22,3 hectáreas) de extensión, situado en el Golden Gate Park de San Francisco. 
Con una extensión de 22,3 hectáreas alberga más de 7 500 especies. Es el jardín botánico más grande de la costa oeste de EE. UU..
Este jardín botánico forma parte del BGCI (Botanic Gardens Conservation International, en español, Asociación Internacional para la Conservación de Jardines Botánicos). 
Su código de reconocimiento internacional como institución botánica, así como las siglas de su herbario, es CAS.

## Localización
San Francisco Botanical Garden at Strybing Arboretum, Golden Gate Park, Ninth Ave. at Lincoln Way, San Francisco, San Francisco county, California 94122 United States of America-Estados Unidos de América
- Planos y vistas satelitales.37°46′3″N 122°28′11.64″O / 37.76750, -122.4699000

- Promedio anual de lluvias: 580 mm
- Altitud: 76.00 m s. n. m.

Se paga una tarifa de entrada en los invernaderos.

## Historia
Fue fundado en 1890 por el supervisor de parques John McLaren, sin embargo la fundación no fue suficiente para acometer su construcción hasta que Helene Strybing la patrocinó con fondos en 1926. 

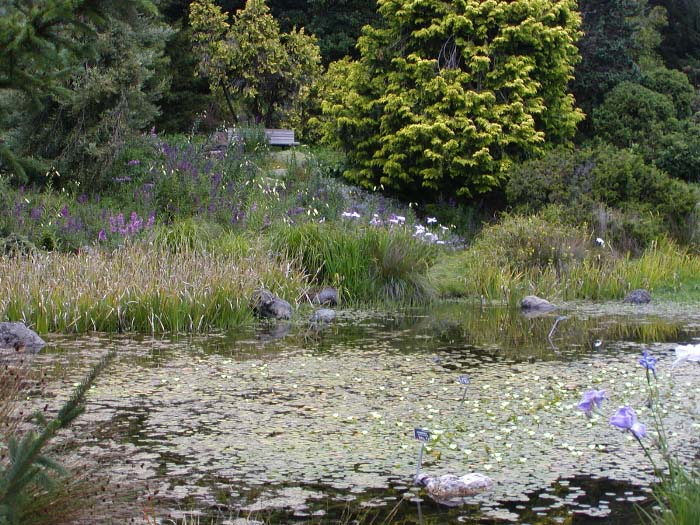
Estanque de la colección de coníferas enanas en el SF Botanical Garden

Las plantaciones comenzaron en 1937 con fondos suplementarios de donaciones locales, y el Arboretum abrió oficialmente sus puertas en mayo de 1940. Como parte del Golden Gate Park, está administrado oficialmente por la ciudad de San Francisco, sin embargo la  SF Botanical Garden Society juega un papel muy importante en el mantenimiento de las colecciones. 
Configurada en 1955, la SF Botanical Garden Society (anteriormente la Strybing Arboretum Society) dirige la Helen Crocker Russell Library of Horticulture, una biblioteca, que mensualmente organiza una venta de plantas y ofrece una amplia oferta de programas educativos comunitarios dirigidos tanto a niños como a adultos. La sociedad también hace recaudaciones monetarias para nuevos proyectos y renovaciones en el jardín. 
Utilizando prácticas de edificio verde, un nuevo centro de jardineria sostenible se está proyectando con el propósito de sustituir al vivero actual. Otros planes de renovación incluyen una ampliación del jardín, con una sección bosque de niebla del Sureste de Asia y nuevos pavimentos para los senderos. 
El jardín prosigue con un activo incremento de plantas; en 2004 recibió 1143 adquisiciones, totalizando más 5,600 especímenes de plantas.

## Colecciones

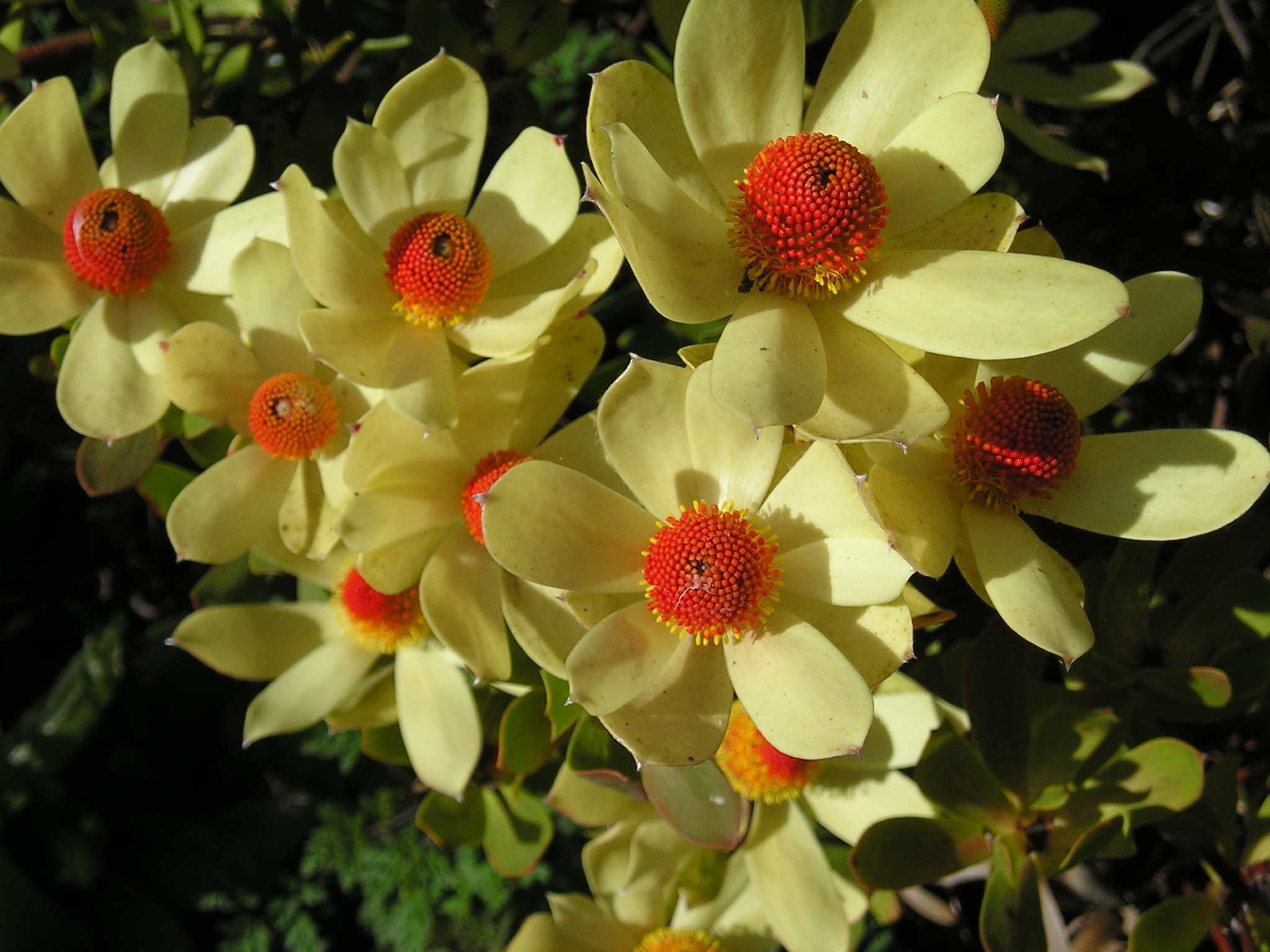
Flores de Leucadendron en el SF Botanical Garden

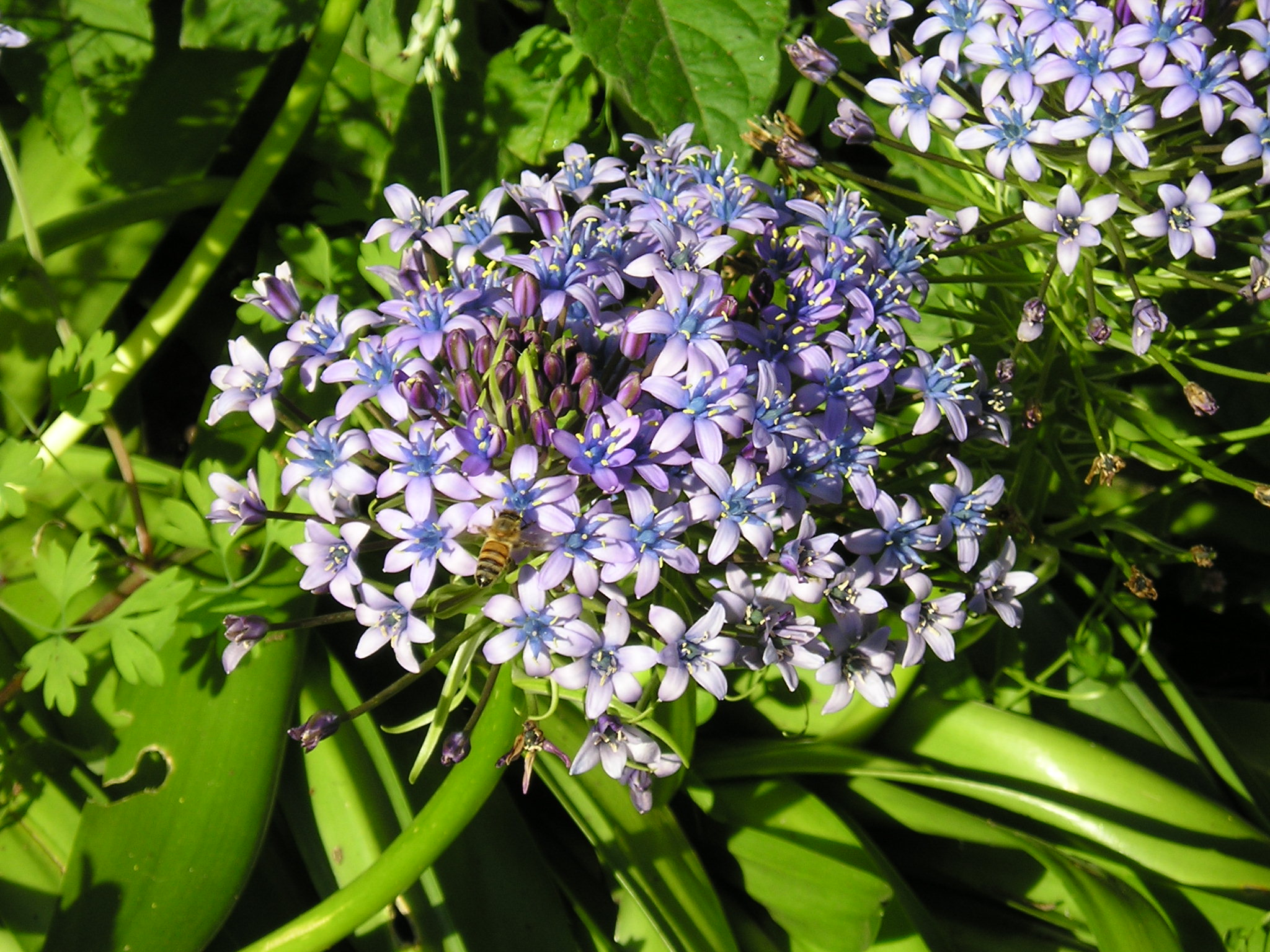
Flores de Scilla peruviana en el SF Botanical Garden

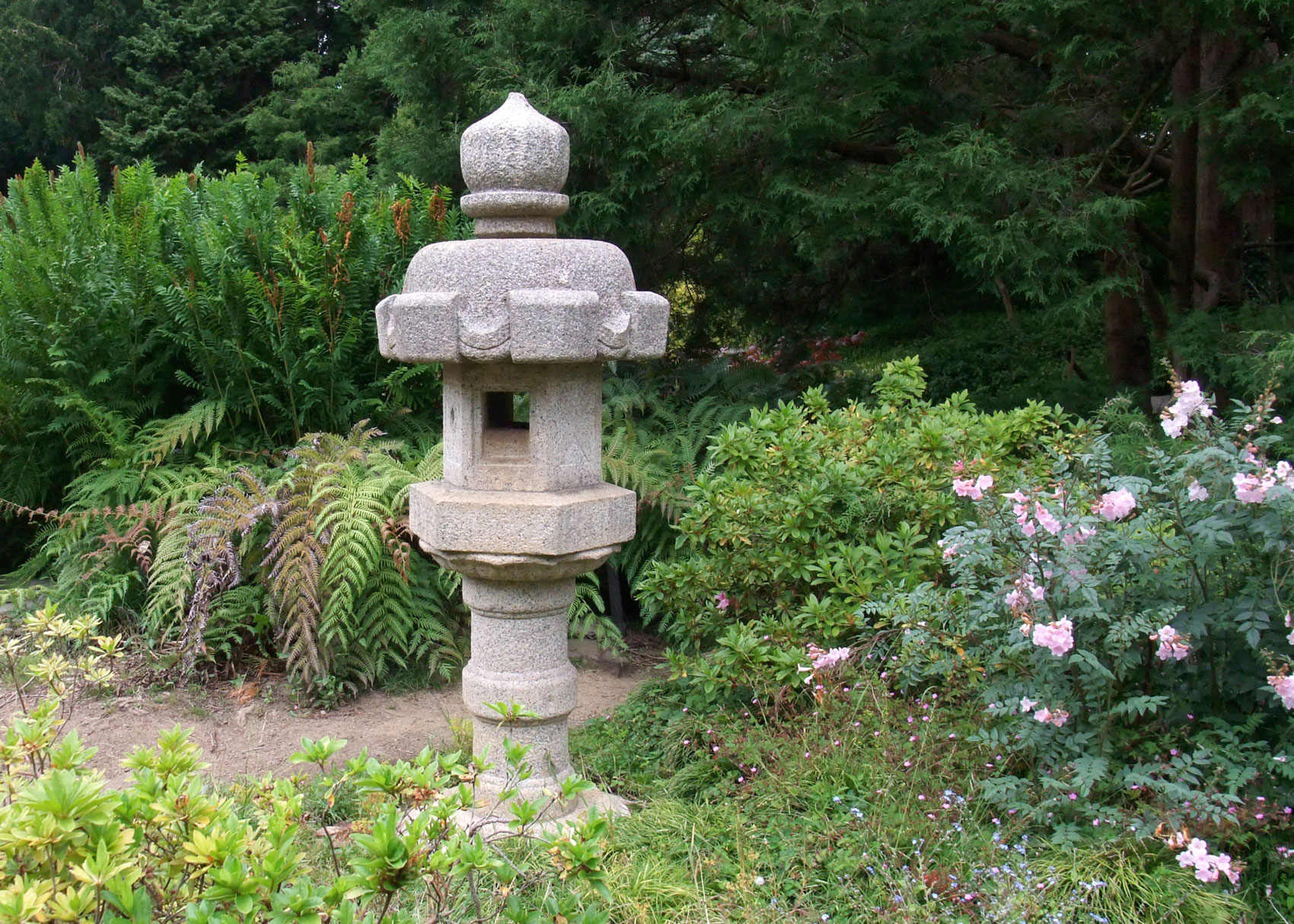
Linterna japonesa de piedra en el SF Botanical Garden

Los jardines tienen varias secciones, con colecciones especializadas en determinadas regiones del mundo:
- Regiones Mediterráneas
  - plantas nativas de California
  - Senda de Naturaleza John Muir
  - Senda de Redwood
  - Chile
  - Provincia de El Cabo (África del Sur)
  - Suroeste de Australia
  - Región de la cuenca del Mediterráneo
- Climas templados 
  - Este de Australia
  - Nueva Zelanda
  - Jardines con vistas de la luna - de diseño japonés
  - Jardín Takamine - plantas asiáticas
  - Jardín del Asia Templada
- Montañas de los trópicos 
  - Bosques de niebla de Centroamérica
  - Bosques de niebla de Asia del Sureste
- Colecciones especiales
  - Jardín de plantas primitivas - cycas, etc
  - Jardín de Suculentas
  - Jardín de coníferas enanas
  - Jardines de plantas del hogar
  - Jardín de Fragrancias
  - Jardín Zellerbach de plantas perennes
  - México árido
  - Magnolias y Camellias

El clima templado de tipo Mediterráneo que existe en este Jardín botánico es ideal para las plantas de numerosas partes del mundo; sin embargo la inexistencia de Invernaderos limita la presentación de plantas que requieren unas condiciones climáticas más específicas.